# Provveditore Generale in Dalmazia e Albania
Il Provveditore Generale in Dalmazia e Albania era una carica istituzionale della Repubblica di Venezia affidata ad un patrizio. Sin dalla fine del Cinquecento, consisteva nell'amministrazione di Dalmazia e Albania venete, aveva sede a Zara e durava generalmente tre anni. Era usanza che chi la ricoprisse venisse poi eletto Provveditore Generale da Mar.

## Galleria d'immagini

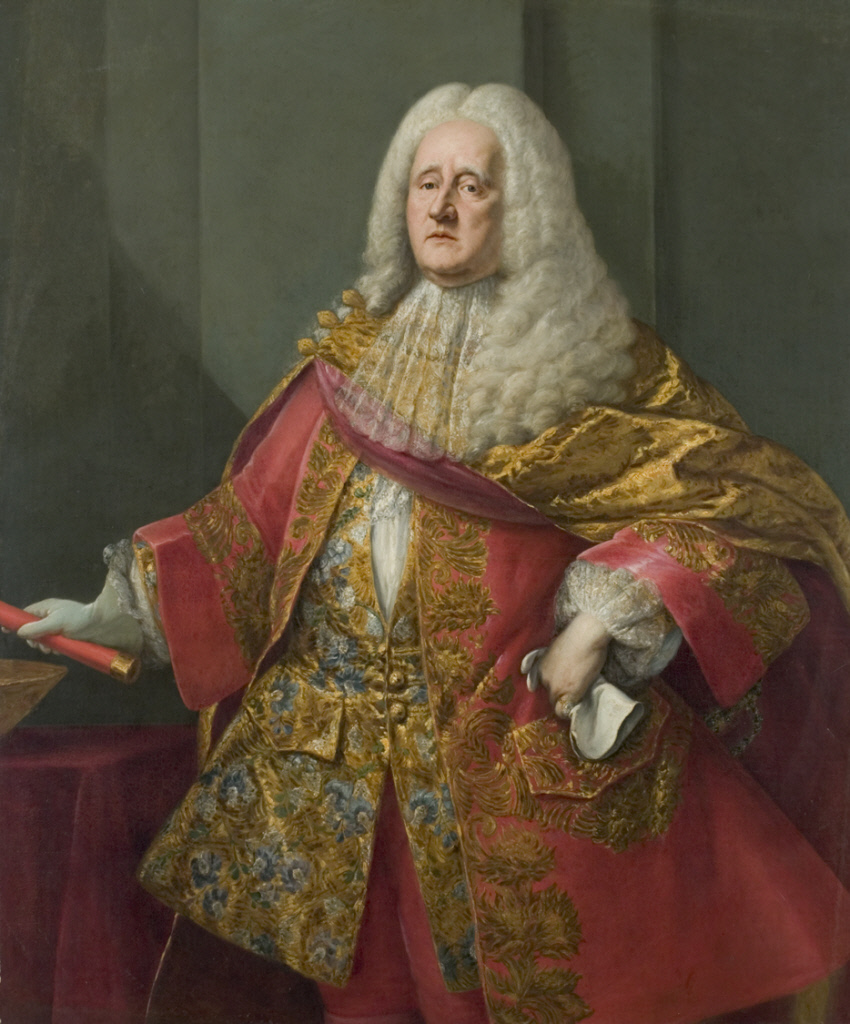
Carlo Pisani (?), Provveditore Generale in Dalmazia e Albania (1711-1714), Pittore veneto, XVIII secolo.
Girolamo Maria Balbi, Provveditore Generale in Dalmazia e Albania (1751-1753), Fortunato Pasquetti, XVIII secolo.
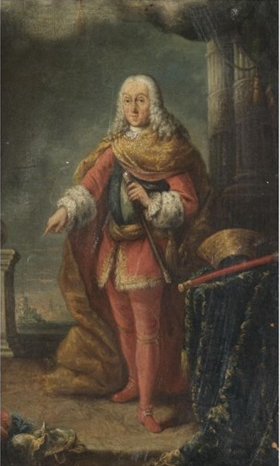
Francesco Grimani, Provveditore Generale in Dalmazia e Albania (1754-1756), Pittore veneto, XVIII secolo.
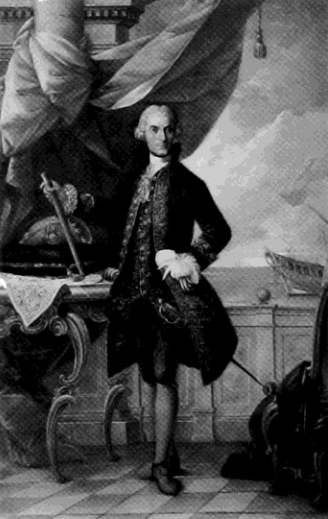
Giacomo Gradenigo, Scuola veneziana, fine del Settecento. La carta geografica sullo sfondo reca la scritta "Corographia Dalmatiae", a ricordo della carica di Provveditore Generale in Dalmazia e Albania ricoperta dal 1774 al 1777.
Francesco Falier, Provveditore Generale della Dalmazia e Albania (1783-1786), di Bernardino Castelli, 1794.
Andrea Querini, ultimo Provveditore Generale della Dalmazia e Albania (1795-1797), di Bernardino Castelli, XVIII secolo.

## Elenco
Di seguito una lista di patrizi veneziani che ricoprirono la carica. Fino alla metà del Cinquecento è spesso riportata sotto ai nomi di Provveditore in Golfo, Capitano in Golfo, Provveditore da Mar o, semplicemente, Sindaco.
- 1410 - 1413: Francesco Corner
- 1413 - 1417: Leonardo Mocenigo
- 1417 - 1420: Antonio Contarini
- 1420 - 1423: Fantino Michiel
- 1423: Pietro Loredan
- 1423: Francesco Bembo
- 1430: Valier
- 1439: Orsato Mauroceno
- ? Lorenzo Bernardo
- 1461: Giulio Contarini
- ? Antonio Venier
- 1475: Egidio Morosini
- ? Domenico Bollani
- 1482: Vittore Soranzo
- 1482: Girolamo Marcello
- 1483: Gian Roberto Venier
- 1486: Andrea Pesaro
- 1487: Melchiore Trevisan
- 1488: Marco Loredan
- 1499: Bernardino Loredan
- ? Nicolò Dolfin
- 1512: Sebastiano Giustinian
- 1551: Stefano Tiepolo
- 1572: Giacomo Foscarini
- 1574: Alvise Grimani
- 1589: Antonio da Canal
- 1589: Ferigo Nani
- 1593: Almorò Tiepolo
- 1595 - 1597: Cristoforo Valier
- ? Francesco Erizzo
- 1597 - 1598: Benetto Moro
- 1598 - 1600: Giovanni Battista Bembo
- 1600 - 1603: Filippo Pasqualigo (1ª volta)
- 1603 - 1604: Nicolò Donà
- ? Marco Diedo
- 1604 - 1605: Andrea Gabriel
- 1605 - 1606: Giovanni Pasqualigo
- 1606 - 1608: Giambattista Contarini
- 1608 - 1612: Gian Giacomo Zane (2ª volta)
- 1612: Filippo Pasqualigo (2ª volta)
- 1612 - 1613: Marcantonio Venier
- 1613 - 1614: Nicolò Donà
- 1614 - 1616: Lorenzo Venier
- 1616 - 1617: Gian Giacomo Zane (3ª volta)
- Gennaio 1617 - luglio 1622: Giustin Antonio Belegno
- 1618: Girolamo Giustinian
- ? Antonio di Priuli
- ? Nicolò Contarini
- 1618: Pietro Barbarigo
- 1619: Lorenzo Venier
- 1619: Francesco Erizzo
- 1620: Antonio Barbaro (n. 1565 - m. 1630)
- 1622 - 1623: Daniele Dolfin
- Aprile 1623 - luglio 1625: Francesco Molin
- Luglio 1625 - Maggio 1626: Bernardo Venier
- Maggio 1626 - Giugno 1628: Antonio Pisani
- Luglio 1628 - luglio 1630: Alvise Zorzi
- Agosto 1630 - dicembre 1632: Antonio Civran (n. 1575 - m. 1642)
- Dicembre 1632 - febbraio 1633: ?
- Febbraio 1633 - novembre 1635: Francesco Zen
- Giugno 1636 - agosto 1638: Alvise Mocenigo
- Dicembre 1638 - giugno 1641: Alvise Priuli
- Luglio 1641 - agosto 1643: Giambattista Grimani
- Settembre 1643 - novembre 1645: Andrea Vendramin
- Dicembre 1645 - febbraio 1651: Leonardo Foscolo (n. 1588 - m. 1660)
- 1647: Tommaso Contarini (provveditore estraordinario)
- 1647: Giovanni Capello
- Febbraio 1651 - dicembre 1652: Girolamo Foscarini
- Gennaio 1653 - Gennaio 1655: Lorenzo Dolfin
- Gennaio 1655 - Luglio 1656: Giovanantonio Zen
- Maggio 1656 - marzo 1660: Antonio Bernardo
- Marzo 1660 - maggio 1662: Andrea Corner (n. 1610 - m. 1686)
- Maggio 1662 - dicembre 1664: Girolamo Contarini
- Dicembre 1664 - settembre 1667: Caterino Corner (n. 1624 - m. 1669)
- Ottobre 1667 - dicembre 1669: Antonio Priuli
- Gennaio 1670 - luglio 1671: Antonio Barbaro
- 1671: Giambattista Nani (procuratore commissario)
- Luglio 1671 - marzo 1673: Giorgio Morosini
- Marzo 1673 - agosto 1675: Pietro Civran
- Agosto 1675 - ottobre 1675: Marino Zorzi (m. 1676)
- Novembre 1675 - gennaio 1678: Girolamo Grimani
- Gennaio 1678 - marzo 1680: Pietro Valier (1ª volta)
- Aprile 1680 - Giugno 1682: Girolamo Corner (1ª volta) (n. 1632 - m. 1690)
- Gennaio 1682 - agosto 1684: Lorenzo Donà
- Maggio 1684 - settembre 1684: Alvise Pasqualigo (n. 1637 - m. 1684, provveditore estraordinario)
- Maggio 1684 - settembre 1684: Domenico Mocenigo (provveditore generale estraordinario)
- 1684: Francesco Morosini, detto Il Peloponnesiaco (procuratore e capitano generale da Mar)
- Ottobre 1684 - dicembre 1684: Alvise Pasqualigo
- Ottobre 1684 - marzo 1686: Pietro Valier (2ª volta) (provveditore generale ed estraordinario delle Armi in Dalmazia ed Albania)
- Agosto 1685 - febbraio 1686: Marino Michiel (provveditore estraordinario e commissario)
- Aprile 1686 - aprile 1688: Antonio Molin (commissario)
- Giugno 1686 - aprile 1689: Girolamo Corner (2ª volta)
- Aprile 1689 - febbraio 1692: Alessandro Molin
- 1691: Angelo Morosini
- Febbraio 1692 - dicembre 1696: Daniele Dolfin IV
- Marzo 1695 - maggio 1700: Stefano Capello (commissario)
- Dicembre 1696 - ottobre 1702: Alvise Mocenigo III (1 volta, n. 1662 - m. 1732)
- Ottobre 1702 - maggio 1705: Marino Zane
- Giugno 1705 - maggio 1708: Giustino da Riva
- Maggio 1708 - aprile 1711: Vincenzo Vendramin
- Aprile 1711 - giugno 1714: Carlo Pisani
- Luglio 1714 - aprile 1717: Angelo Emo
- Maggio 1716 - settembre 1718: Giorgio Balbi (provveditore estraordinario)
- Maggio 1716 - luglio 1718: Francesco Donà (provveditore estraordinario)
- Aprile 1717 - gennaio 1721: Alvise Mocenigo III (2ª volta)
- Maggio 1717 - aprile 1720: Sebastiano Vendramin (commissario)
- 1718: Andrea Pisani (Capitano generale da Mar)
- Gennaio 1721 - ottobre 1723: Marcantonio Diedo
- Novembre 1723 - agosto 1726: Nicolò Erizzo II
- Agosto 1726 - ottobre 1729: Pietro Vendramin
- Ottobre 1729 - ottobre 1732: Sebastiano Vendramin
- Ottobre 1732 - ottobre 1735: Giorgio Grimani
- Ottobre 1735 - novembre 1738: Daniele Dolfin (m. 1752)
- Dicembre 1738 - ottobre 1741: Marin Antonio Cavalli
- Ottobre 1741 - settembre 1744: Girolamo Querini
- Ottobre 1744 - ottobre 1748: Giacomo Boldù
- Novembre 1748 - luglio 1751: Inquisitori sindici: Giambattista Loredan, Nicolò Erizzo V, Sebastiano Molin
- Agosto 1751 - novembre 1753: Girolamo Maria Balbi
- Novembre 1753 - ottobre 1756: Francesco Grimani (n. 1702 - m. 1779)
- Ottobre 1756 - settembre 1759: Alvise Contarini III
- Ottobre 1759 - ottobre 1762: Francesco Diedo
- Ottobre 1762 - ottobre 1765: Pietro Michiel
- Ottobre 1765 - novembre 1768: Antonio Renier
- Dicembre 1768 - ottobre 1771: Domenico Condulmer
- Ottobre 1771 - ottobre 1774: Giacomo da Riva
- Ottobre 1774 - ottobre 1777: Giacomo Gradenigo (n. 1721 – m. 1796)
- Novembre 1777 - ottobre 1780: Alvise Foscari III (n. 1724 - m. 1783)
- Ottobre 1780 - ottobre 1783: Paolo Boldù
- Novembre 1783 - ottobre 1786: Francesco Falier
- Novembre 1786 - ottobre 1789: Angelo Memo IV
- Ottobre 1789 - agosto 1792: Angelo Diedo
- Settembre 1792 - ottobre 1795: Alvise Marin
- Ottobre 1795 - giugno 1797: Andrea Maria Querini (n. 1757 - m. 1825)

La carica fu poi brevemente ripristinata in occasione dell’annessione della Dalmazia all’Italia.
- Vincenzo Dandolo • 3 luglio 1806 - 1 gennaio 1809